# Argentina striata
El argentina rayada o argentina estriada (Argentina striata) es una especie de pez marino actinopterigio. Su pesca tiene un interés potencial.

## Morfología
Cuerpo alargado y plateado, se ha descrito una captura de 24 cm de longitud, pero la longitud máxima suele estar en 15 cm. Las escamas carecen de espinas diminutas y la vejiga natatoria no es plateada. Tiene seis branquiespinas en la parte inferior del primer arco branquial.

## Distribución y hábitat
Es un pez marino batipelágico de aguas profundas, que vive en un rango de profundidad entre 100 y 600 metros, aunque normalmente se le encuentra entre 100 y 200 m sobre suelos blandos Se distribuye por la costa oeste del océano Atlántico, desde Canadá hasta Uruguay, así como por el golfo de México, Cuba y las costas caribeñas de América Central y América del Sur, entre la latitud 48° norte y 35° sur, y la longitud 56° oeste y 98° oeste.
Es depredado por la merluza blanca.